# Шамаева, Светлана Самиевна
Шамаева Светлана Самиевна (род. 22 декабря 1955 года, д. Арзаматово БАССР) — советский, российский живописец. Член СХ СССР (РФ) с 1991 года.

## Биография
Я постоянно думаю, как много не сделано. Вот это хотела... А ещё то... Как написать интереснее, глубже?.. Как люди воспримут?.. 
Выдержат ли мои картины испытание временем?.. 

Дисциплина, труд - само собой, но для меня важна поддержка окружающих, понимание родных, друзей, коллег. Часто спрашиваю себя: для чего я всё это делаю?
...Для будущего. Ведь общаясь с прошлым, мы обращаемся к будущему, хотим, чтобы потомки нас услышали.
Шамаева Светлана Самиевна родилась 22 декабря 1955 года в деревне Арзаматово РБ. После школы училась в медицинское училище, на вечернем отделении художественной школы.
В 1975—1980 годах работала в Башкирском художественном объединении «Агидель», занимаясь росписью по дереву и лаковой миниатюрой. Стажировалась на фабрике Лаковой миниатюрной живописи в с. Федоскино Московской области
В 1988 году окончила Уфимское училище искусств — художественно-педагогическое отделение.
Первая персональная выставка художницы состоялась в 1980 году в малом выставочном зале Союза художников БАССР в Уфе, следующая — в пос. Староарзаматово.
В 1980—2000-е годы проживала в селе Мишкино, где в Детской школе искусств создала класс изобразительного искусства. В 1993—1994 годах в Марийском театре юного зрителя в Йошкар-Оле работала над декорациями к спектаклю «Волшебные гусли».
В настоящее время проживает в Уфе. Работает над портретами и пейзажами («На Оби», 2004, «Мартовское утро», 2005, «Ивы», 2006, «Деревенская баня. Зима», 2013).
Произведения художницы хранятся в собраниях музеев и картинных галерей: БГХМ им. М. В. Нестерова (Уфа), Музей этнографии финно-угорских народов (Хельсинки, Финляндия), РМИИ Марий Эл (Йошкар-Ола), Национальный музей Республики Марий Эл им. Т. Евсеева (Йошкар-Ола), Музей «Фонд поколений» (Ханты-Мансийск, РФ), Нефтекамская КГ «Мирас» (г. Нефтекамск, РБ), в частных коллекциях М. Г. Рахимова, балетмейстера Ю. Н. Григоровича и др.
Семья: муж художницы — художник Леонид Круль.

## Творчество
Художница работает с многослойной прозрачной живописью, что характерно для произведения «Утро. У бабушки», 1982, «Автопортрет», 1985, 1988; рисует пейзажи («Голос земли», 2000, «Осенний этюд», 2001, "Оттепель, 2005, «Деревенька моя», 2013), портреты («Роза Ярмингина из деревни Арзаматово», 1981, «Доярка Томилова из деревни Новотроицк», 1983, «Снежана», 1990, «Студентка Рая из деревни Арзаматово», 1980, «Ожидание», «Бабушка Шуматпика» — 1981, «Портрет Ларисы», 2010), жанровые композиции («Утро у бабушки», 1982, «Букет для Веры», 2011).

## Выставки
Шамаева Светлана Самиевна с 1979 года является участницей персональных (Уфа), республиканских, зональных, региональных, всероссийских, зарубежных (Хельсинки) выставок.